# Sigvard Malmberg
Josef Sigvard Malmberg, född 25 februari 1906 i Kalmar, död 11 februari 1985 på Lidingö, var en svensk författare och tidningsman.
Åren 1946–1949 var han chefredaktör för tidningen Vecko-Nytt, 1941–1951 direktör för Stockholms-Tidningen och 1952–1956 chefredaktör för Aftonbladet. Han skrev även manus för kortfilmen Vetenskapens vikingar (1941). Malmberg är begravd på Södra kyrkogården i Kalmar.